# Круна (српска ТВ серија)
Круна је предстојећа телевизијска серија у режији Василија Никитовића.
Током 2025. године ће се премијерно емитовати на Суперстар ТВ.

## Радња
Мики, Гита, Чуперак и Зец су штићеници дома за незбринуту децу средином 80-их година у СФРЈ.
Имају само једни друге и љубав према музици која је толика да нонстоп кришом свирају по улицама и трговима. Неразумевање ригидне институције и њене управе према уметничким склоностима наших штићеника постепено прераста у њихово све драстичније кажњавање. Одлучују се на бекство.
Бежећи из дома, заврше у ромској чегри којом управља Роман, званични краљ черге и незванични краљ песме и музике. Бегунци су музички надарени па им Роман свесрдно помаже да пронађу свој пут. Роман вредносно пресудно утиче на придошлице у својој черги својим ставовима и филозофијом која одудара од тадашњег времена, увек је у заостатку са садашњошћу читав један век.
Романов начин живота је скроман и сведен, за њега је време стало.
Његове ставове најтеже усваја Мики чија се велика и скривена амбиција коси са Романовом бескомпромисношћу.
Мики, иако су његово поштовање и љубав према Роману бескрајни и доживљава га као оца кога никад није упознао, он у дубини душе не жели да иде Романовим путем јер је сведок да је краљ Роман непризнат дискографски, да не постоји на тржишту и да је његова краљевска титула незванична.
Микијеви снови о слави надилазе рационално.
У другом делу који се догађа 30 година касније, Роман је и даље тамо где је био, замрзнут у времену и у истој оној черги. Мики и његова дружина су у сличној ситуацији, али Мики, у договору са нечасним продуцентом Живадином, прелама да од Романа затражи благослов да узме његово уметничко име јер ће тако напокон да лансира своју каријеру.
Роман и не сања да је у питању продуцент који га је давно већ једном преварио укравши му ауторска права за сав опус. Читав тај опус ће припасти Микију који напокон проналази формулу славе: фали само једна давна и забрањена песма која га опседа од детињства и фале му најбољи светски музичари.
Мики крши два завета: један према старом краљу Роману да неће певати и злоупотребити митску ромску песму која је по краљевом приповедању забрањена за певање, и други, према својим пријатељима које је заменио за музичаре на чијој страни су и искуство и светска репутација.
Одбацио је све, а онда као у неком кошмару губи свој глас.
Незадрживо креће ка дну, у сваком смислу. Након смрти старог краља Романа схвата, као и сви остали, да је цена славе превелика и да се морају вратити једни другима...

## Улоге
| Глумац               | Улога |
| -------------------- | ----- |
| Драган Јовановић     |       |
| Игор Бенчина         |       |
| Соња Колачарић       |       |
| Никола Вујовић       |       |
| Срђан Жика Тодоровић |       |
| Вања Ејдус           |       |
| Гордан Кичић         |       |
| Горан Бреговић       |       |
| Антоније Пушић       |       |
| Јана Милић           |       |
| Нада Мацанковић      |       |
| Вук Костић           |       |
| Ненад Стојменовић    |       |
| Никола Пејаковић     |       |
| Вахид Џанковић       |       |
| Ива Штрљић           |       |
| Радоје Чупић         |       |
| Рајко Орлић          |       |
| Сергеј Трифуновић    |       |
| Љубомир Николић      |       |
| Гаврило Иванковић    |       |
| Марта Милосављевић   |       |
| Петар Зекавица       |       |
| Андрија Кузмановић   |       |
| Лако Николић         |       |
| Стефан Бундало       |       |
| Јован Петровић       |       |
| Милош Анђелковић     |       |
| Саша Али             |       |
| Звонко Митровић      |       |
| Милош Рушитовић      |       |
| Тодор Јовановић      |       |
| Бранко Видаковић     |       |
| Бранислав Зеремски   |       |
| Петар Васиљевић      |       |